# Thomas F. Ford

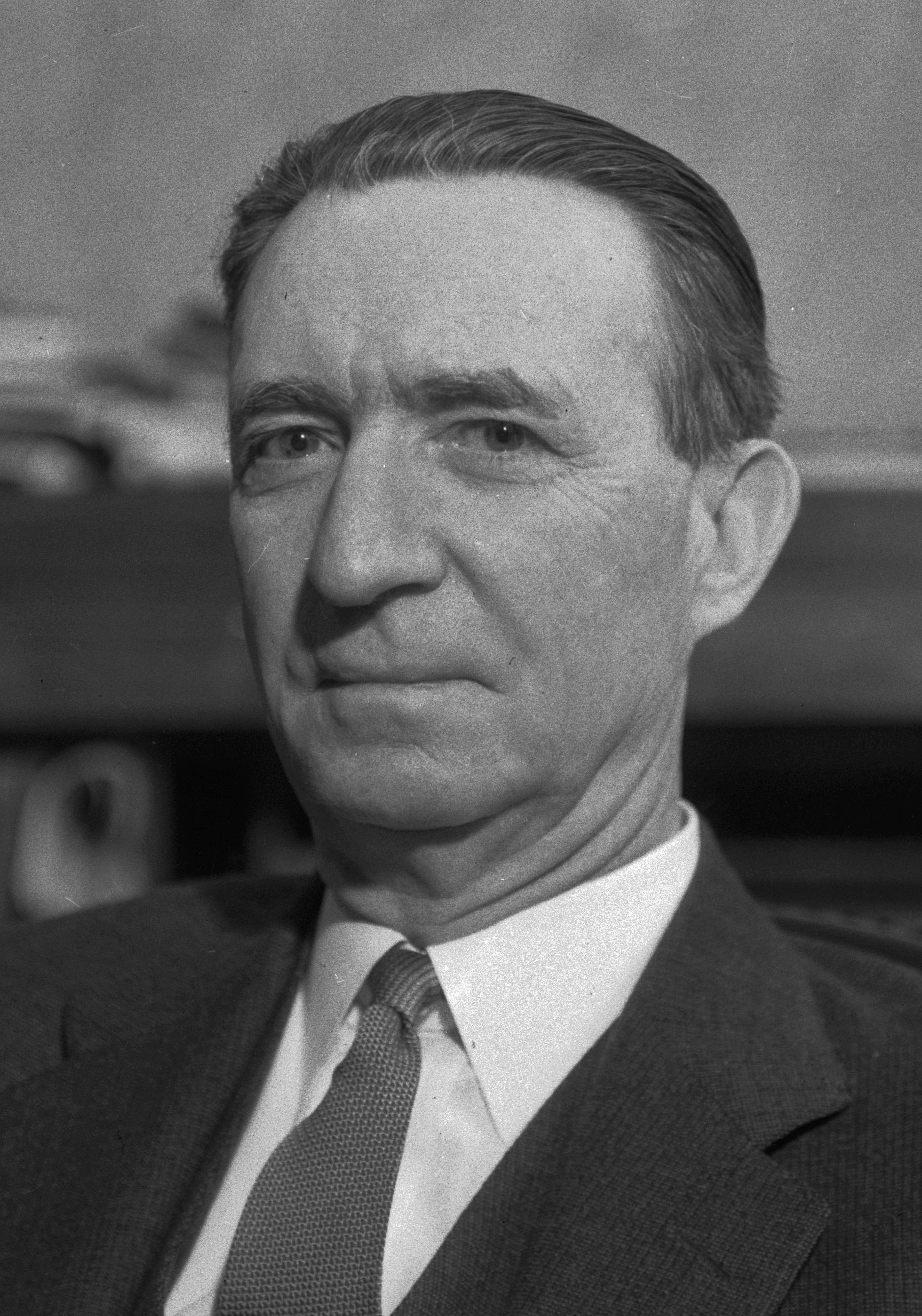
Thomas F. Ford

Thomas Francis Ford, född 18 februari 1873 i Saint Louis, Missouri, död 26 december 1958 i South Pasadena, Kalifornien, var en amerikansk demokratisk politiker. Han var ledamot av USA:s representanthus 1933-1945.
Ford arbetade för United States Postal Service 1896-1903. Han studerade därefter juridik. Han arbetade länge som journalist och undervisade i internationell handel vid University of Southern California i början på 1920-talet. Han var ledamot av Los Angeles stadsfullmäktige 1931-1933 innan han blev kongressledamot. Han kandiderade inte till omval efter sex mandatperioder i kongressen.
Hans grav finns på Forest Lawn Memorial Park i Glendale, Kalifornien.